# Furcraea occidentalis
Furcraea occidentalis är en sparrisväxtart som beskrevs av William Trelease. Furcraea occidentalis ingår i släktet Furcraea och familjen sparrisväxter. Inga underarter finns listade i Catalogue of Life.